# 有賀秋子
有賀 秋子（あるが あきこ、1945年10月31日  - ）は、日本の元スピードスケート選手である。長野県小海町出身。中京短期大学所属。
1964年の全日本スピードスケート選手権大会で総合優勝。
1972年の札幌オリンピック代表となり3000m18位だった。